# Jackson (rivière de Nouvelle-Zélande)
Pour les articles homonymes, voir Jackson.
La rivière Jackson  (en anglais : Jackson River) est un cours d’eau du sud-ouest de l’Île du Sud de la Nouvelle-Zélande.

## Géographie
Elle s’écoule essentiellement vers le nord-est et se déverse dans le fleuve rivière Arawhata près de l’embouchure de celle-ci dans la baie Jackson.